# Тур де Франс 2012
Тур де Франс 2012 (фр. Tour de France 2012) — 99-я супервеломногодневка по дорогам Франции, Бельгии и Швейцарии. Стартовала 30 июня прологом в бельгийском Льеже, а завершилась 22 июля на Елисейских Полях.

## Участники
За неделю до презентации гонки в интернете на непродолжительное время якобы случайно появились маршруты Тура и Джиро д’Италия. Исходя из них, итальянская гонка хорошо подходила горнякам, а французская (с почти 100 километрами ITT) — раздельщикам. Несмотря на это, братья Шлек заявили, что подтянут разделку и поедут Тур де Франс. Трёхкратный победитель Тура Альберто Контадор отказался от защиты итальянского титула, также намереваясь сконцентрироваться на Туре; впрочем, в феврале он был дисквалифицирован до конца лета. Действующий победитель Тур де Франс Кэдел Эванс сразу после гонки объявил о намерении участвовать в ней через год, и именно он выигрывал больше других от продолжительных разделок. На Тур 2012 получили приглашения 22 команды: 18 обладателей лицензии ProTeam были автоматически допущены к гонке, названия оставшихся 4 профессиональных континентальных команд были опубликованы организаторами 6 апреля. Эти путёвки получила нидерландская Argos-Shimano, а также французские Saur-Sojasun, Cofidis, le Crédit en Ligne и Team Europcar.
| Ag2r–La Mondiale Argos-Shimano† Astana Pro Team BMC Racing Team Cofidis, le Crédit en Ligne† Team Europcar† Euskaltel-Euskadi FDJ-Big Mat |  | Garmin-Barracuda Orica GreenEDGE Team Katusha Lampre-ISD Liquigas-Cannondale Lotto-Belisol Movistar Team |  | Sky Procycling Saur-Sojasun† Saxo Bank-Tinkoff Bank Omega Pharma-Quick Step Vacansoleil-DCM Rabobank RadioShack-Nissan |

## Маршрут

Профиль 7-го этапа

Маршрут стартовых Валлонских этапов был известен ещё до Тура 2011, он включал в себя дистанцию арденнских классик. Несмотря на это, выигравший все эти классики 2011 года Филипп Жильбер раскритиковал организаторов, подготовивших неудобный рельеф для главной надежды местных болельщиков. Позже он решил, что первый этап ему подходит. 18 октября прошла официальная презентация маршрута. Индивидуальные разделки составили 3 этапа суммарной длиной 96 километров, чего не случалось с 2007 года, когда итоговый подиум оккупировали лучшие раздельщики из числа генеральщиков. После 6-километрового пролога гонщиков ждут 2 этапа по Бельгии до Нор — Па-де-Кале. Оттуда Большая Петля начнёт раскручиваться по часовой стрелке. На 7-м этапе пелотон финиширует на вершине Вогез, на следующий день он преодолеет 5 вершин Юры, заехав в Швейцарию. 9-й этап станет разделкой на 38 километров, и лишь затем наступит первый день отдыха. Следом пройдут 2 альпийских этапа, но на первом из них финиш окажется на равнине. Горный финиш будет на следующий день, хотя грозная Коль де ла Мадлен станет первой вершиной этапа. После пелотон ожидают несколько равнинных этапов перед пиренейскими. Первым горным будет 14-й этап, за которым следуют равнинный этап и день отдыха. За ним пройдут 2 последних горных этапа, рельеф которых не был выложен в свободный доступ после презентации. Предпоследний 19-й этап станет самой продолжительной разделкой, на 52 километра.

## Обзор гонки

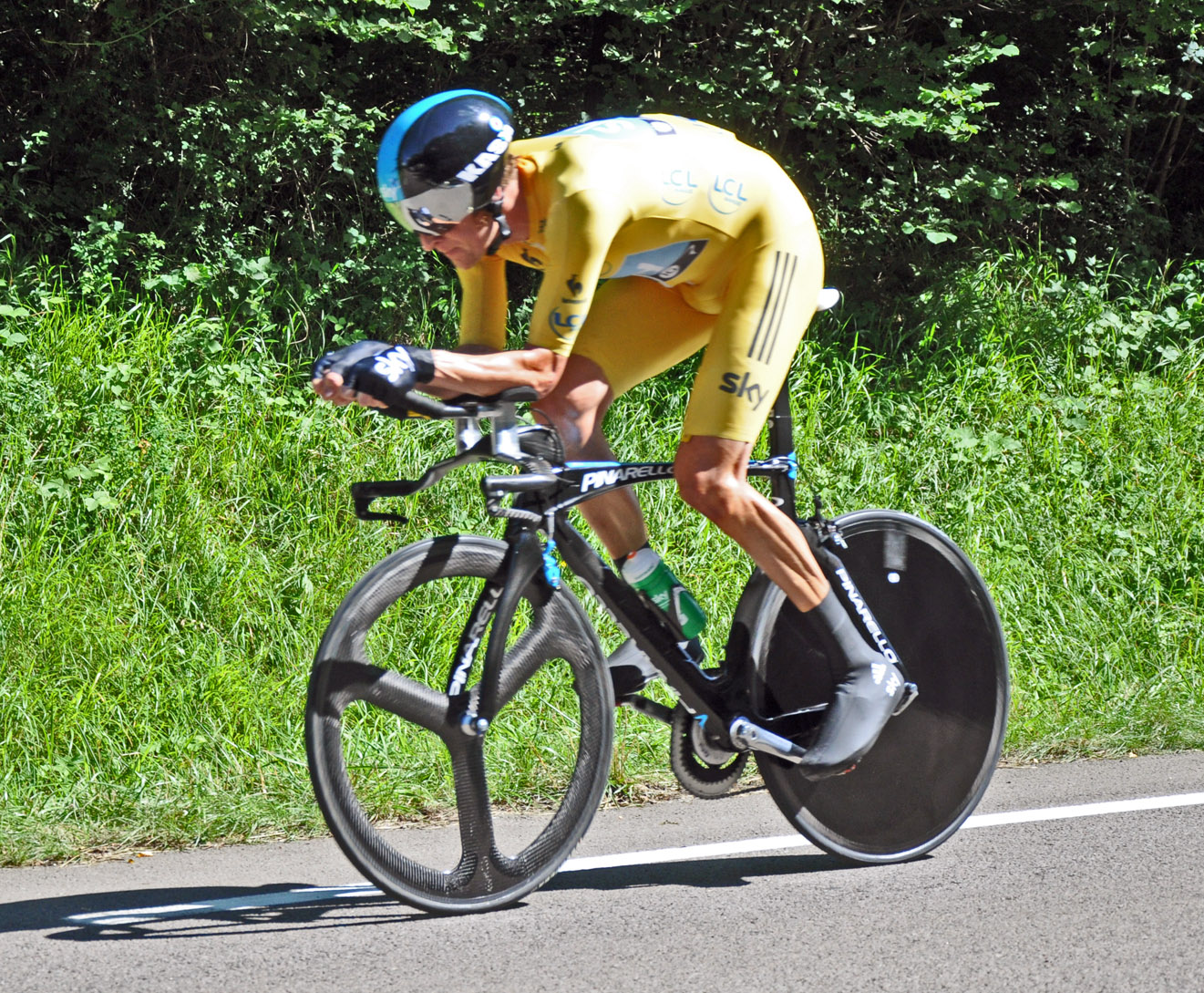
Брэдли Уиггинс едет к своей первой победе на Тур де Франс на 9-м этапе в разделке

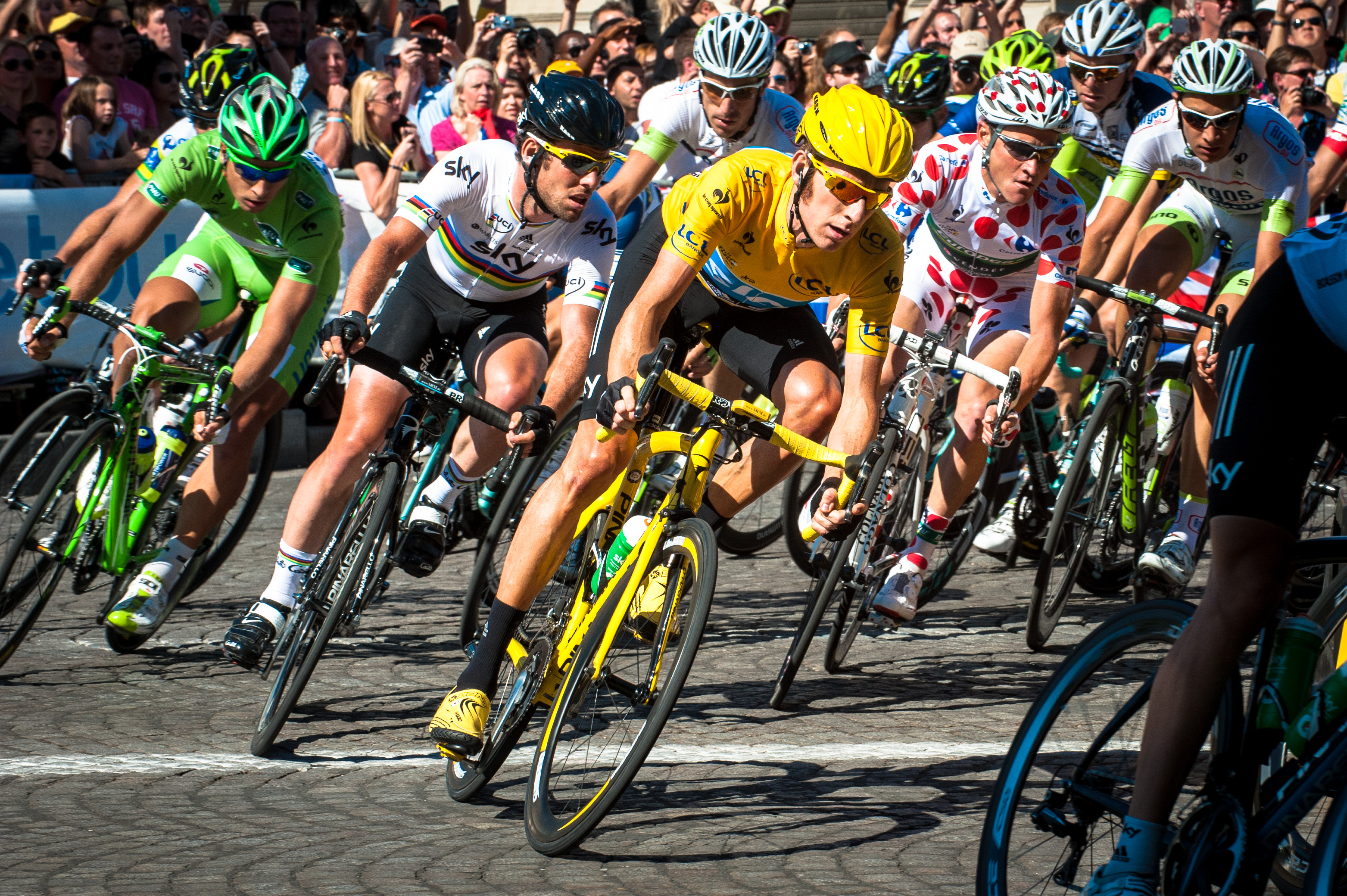
Основная группа на брусчатке возле Елисейских полей. Слева направо: обладатель зелёной майки — Петер Саган, победитель заключительного этапа — Марк Кавендиш, обладатель жёлтой майки — Брэдли Уиггинс, обладатель гороховой майки — Томас Фёклер

На прологе гонки победу одержал Фабиан Канчеллара. Петер Саган на первой неделе гонки сенсационно одержал победу на трех этапах. Но перед первым горным этапом жёлтая майка оставалась у Канчеллары. Но после 7-го этапа Брэдли Виггинс перехватил лидерство. На 9-м этапе, который был разделкой, Виггинс упрочил лидерство, а его напарник Кристофер Фрум занял 3 место. После этого на альпийских этапах побеждал отрыв, а в общем зачёте главный соперник Виггинса Кэдел Эванс потерял 1 минуту и 30 секунд. После первых гор на первом месте Уиггинс второе место у Фрума, а третье у Винченцо Нибали. Россиянин Денис Меньшов, шедший уверено в пятерке лидеров, «поймал кризис» на тяжелом 11-м этапе, проиграл больше 14-и минут и откатился на 16-е место в генеральной классификации. На 14-м этапе наблюдались массовые проколы, связанные с тем, что на одном из участков кто-то рассыпал мелкие гвозди. Один из гонщиков «Астаны» Роберт Кисерловски упал после инцидента с проколом капитана команды Янеца Брайковича и сломал ключицу. Несколько проколов получил один из основных борцов в генеральной классификации Кадел Эванс, Брэдли Уиггинс узнав об этом придержал основную группу, чтобы не воспользоваться подобным преимуществом, поскольку это выглядело бы не спортивно. В выходной день после 15-го этапа было объявлено о сходе Фрэнка Шлека, занимавшего на тот момент 12-е место в генеральной классификации. В допинг-пробе люксембуржца были обнаружены маскирующие препараты. На 16-м этапе тройка лидеров в генеральной классификации: Уиггинс, Фрум и Нибали на последней горе уехала в отрыв от остальных претендентов на жёлтую майку, в итоге Кэдел Эванс потерял более 5 минут и потерял шансы на победу в туре. На 17-м, последнем горном этапе победу из отрыва одержал Алехандро Вальверде. Следом за ним в 19-и секундах приехала пара гонщиков Sky Фрум и Уиггинс. Так же в начале этапа решалась судьба гороховой майки. Томас Фёклер выиграл у Фредерика Кессьякоффа 7 очков и гарантировал себе завоевание майки. На 18-м этапе основная группа догнала ранний отрыв только на последних метрах, победу за счет мощного рывка на финише одержал Марк Кавендиш. На 19 этапе, который был разделкой, снова победил Брэдли Уиггинс и гарантировал победу в общем зачёте, вторым пришёл его напарник по команде Фрум. Несмотря на большие разрывы, генеральная классификация не претерпела больших изменений. На последнем этапе, по традиции финишировавшем на Елисейских Полях, свою четвертую победу в Париже одержал Марк Кавендиш.
| Этап | Дата    | Маршрут                        | Длина, км   | Тип         | Тип          | Победитель                |             |
| ---- | ------- | ------------------------------ | ----------- | ----------- | ------------ | ------------------------- | ----------- |
| П    | 30 июня | Льеж                           | 6,4         |             | Пролог       | Фабиан Канчеллара (SUI)   |             |
| 1    | 1 июля  | Льеж — Серен                   | 198         |             | Равнинный    | Петер Саган (SVK)         |             |
| 2    | 2 июля  | Визе — Турне                   | 207,5       |             | Равнинный    | Марк Кавендиш (GBR)       |             |
| 3    | 3 июля  | Орши — Булонь-сюр-Мер          | 197         |             | Холмистый    | Петер Саган (SVK)         |             |
| 4    | 4 июля  | Абвиль — Руан                  | 214,5       |             | Равнинный    | Андре Грайпель (GER)      |             |
| 5    | 5 июля  | Руан — Сен-Кантен              | 196,5       |             | Равнинный    | Андре Грайпель (GER)      |             |
| 6    | 6 июля  | Эперне — Мец                   | 207,5       |             | Равнинный    | Петер Саган (SVK)         |             |
| 7    | 7 июля  | Томблен — Планш-де-Бель-Фий    | 199         |             | Среднегорный | Кристофер Фрум (GBR)      |             |
| 8    | 8 июля  | Бельфор — Поррентрюи           | 157,5       |             | Среднегорный | Тибо Пино (FRA)           |             |
| 9    | 9 июля  | Арк-э-Сенан — Безансон         | 41,5        |             | Разделка     | Брэдли Уиггинс (GBR)      |             |
|      | 10 июля | День отдыха                    | День отдыха | День отдыха | День отдыха  | День отдыха               | День отдыха |
| 10   | 11 июля | Макон — Бельгард-сюр-Вальсерин | 194,5       |             | Горный       | Томас Фёклер (FRA)        |             |
| 11   | 12 июля | Альбервиль — Ле-Сибель         | 148         |             | Горный       | Пьер Роллан (FRA)         |             |
| 12   | 13 июля | Сен-Жан-де-Морьен — Анноне     | 226         |             | Среднегорный | Дэвид Миллар (GBR)        |             |
| 13   | 14 июля | Сен-Поль-Труа-Шато — Кап д'Агд | 217         |             | Равнинный    | Андре Грайпель (GER)      |             |
| 14   | 15 июля | Лиму — Фуа                     | 191         |             | Горный       | Луис Леон Санчес (ESP)    |             |
| 15   | 16 июля | Саматан — По                   | 158,5       |             | Равнинный    | Пьерик Федриго (FRA)      |             |
|      | 17 июля | День отдыха                    | День отдыха | День отдыха | День отдыха  | День отдыха               | День отдыха |
| 16   | 18 июля | По — Баньер-де-Люшон           | 197         |             | Горный       | Томас Фёклер (FRA)        |             |
| 17   | 19 июля | Баньер-де-Люшон — Перагюд      | 143,5       |             | Горный       | Алехандро Вальверде (ESP) |             |
| 18   | 20 июля | Бланьяк — Брив-ла-Гайард       | 225,5       |             | Равнинный    | Марк Кавендиш (GBR)       |             |
| 19   | 21 июля | Бонневаль — Шартр              | 53,5        |             | Разделка     | Брэдли Уиггинс (GBR)      |             |
| 20   | 22 июля | Рамбуйе — Париж                | 120         |             | Равнинный    | Марк Кавендиш (GBR)       |             |

## Лидеры классификаций
| Этап   | Победитель          | Общий зачёт       | Спринтерская классификация | Горная классификация | Молодёжная классификация | Командный зачёт   | Самый агрессивный гонщик |
| ------ | ------------------- | ----------------- | -------------------------- | -------------------- | ------------------------ | ----------------- | ------------------------ |
| Пролог | Фабиан Канчеллара   | Фабиан Канчеллара | Фабиан Канчеллара          | —                    | Тиджей Ван Гардерен      | Sky Procycling    | —                        |
| 1      | Петер Саган         | Фабиан Канчеллара | Фабиан Канчеллара          | Михаэль Мёркёв       | Тиджей Ван Гардерен      | Sky Procycling    | Николя Эде               |
| 2      | Марк Кавендиш       | Фабиан Канчеллара | Петер Саган                | Михаэль Мёркёв       | Тиджей Ван Гардерен      | Sky Procycling    | Антони Ру                |
| 3      | Петер Саган         | Фабиан Канчеллара | Петер Саган                | Михаэль Мёркёв       | Тиджей Ван Гардерен      | Sky Procycling    | Микаэль Мёркёв           |
| 4      | Андре Грайпель      | Фабиан Канчеллара | Петер Саган                | Михаэль Мёркёв       | Тиджей Ван Гардерен      | Sky Procycling    | Юкия Арасиро             |
| 5      | Андре Грайпель      | Фабиан Канчеллара | Петер Саган                | Михаэль Мёркёв       | Тиджей Ван Гардерен      | Sky Procycling    | Матьё Ладанью            |
| 6      | Петер Саган         | Фабиан Канчеллара | Петер Саган                | Михаэль Мёркёв       | Тиджей Ван Гардерен      | Sky Procycling    | Дэвид Забриски           |
| 7      | Крис Фрум           | Брэдли Уиггинс    | Петер Саган                | Крис Фрум            | Реин Таармяе             | Sky Procycling    | Луис Леон Санчес         |
| 8      | Тибо Пино           | Брэдли Уиггинс    | Петер Саган                | Фредрик Кесьякофф    | Реин Таармяе             | RadioShack-Nissan | Фредрик Кесьякофф        |
| 9      | Брэдли Уиггинс      | Брэдли Уиггинс    | Петер Саган                | Фредрик Кесьякофф    | Тиджей Ван Гардерен      | RadioShack-Nissan | —                        |
| 10     | Томас Фёклер        | Брэдли Уиггинс    | Петер Саган                | Томас Фёклер         | Тиджей Ван Гардерен      | RadioShack-Nissan | Томас Фёклер             |
| 11     | Пьер Роллан         | Брэдли Уиггинс    | Петер Саган                | Фредрик Кесьякофф    | Тиджей Ван Гардерен      | RadioShack-Nissan | Пьер Роллан              |
| 12     | Дэвид Миллар        | Брэдли Уиггинс    | Петер Саган                | Фредрик Кесьякофф    | Тиджей Ван Гардерен      | RadioShack-Nissan | Роберт Кизерловски       |
| 13     | Андре Грайпель      | Брэдли Уиггинс    | Петер Саган                | Фредрик Кесьякофф    | Тиджей Ван Гардерен      | RadioShack-Nissan | Михаэль Мёркёв           |
| 14     | Луис Леон Санчес    | Брэдли Уиггинс    | Петер Саган                | Фредрик Кесьякофф    | Тиджей Ван Гардерен      | RadioShack-Nissan | Петер Саган              |
| 15     | Пьерик Федриго      | Брэдли Уиггинс    | Петер Саган                | Фредрик Кесьякофф    | Тиджей Ван Гардерен      | RadioShack-Nissan | Ники Соренсен            |
| 16     | Томас Фёклер        | Брэдли Уиггинс    | Петер Саган                | Томас Фёклер         | Тиджей Ван Гардерен      | RadioShack-Nissan | Томас Фёклер             |
| 17     | Алехандро Вальверде | Брэдли Уиггинс    | Петер Саган                | Томас Фёклер         | Тиджей Ван Гардерен      | RadioShack-Nissan | Алехандро Вальверде      |
| 18     | Марк Кавендиш       | Брэдли Уиггинс    | Петер Саган                | Томас Фёклер         | Тиджей Ван Гардерен      | RadioShack-Nissan | Александр Винокуров      |
| 19     | Брэдли Уиггинс      | Брэдли Уиггинс    | Петер Саган                | Томас Фёклер         | Тиджей Ван Гардерен      | RadioShack-Nissan | —                        |
| 20     | Марк Кавендиш       | Брэдли Уиггинс    | Петер Саган                | Томас Фёклер         | Тиджей Ван Гардерен      | RadioShack-Nissan | —                        |
| Итог   | Итог                | Брэдли Уиггинс    | Петер Саган                | Томас Фёклер         | Тиджей Ван Гардерен      | RadioShack-Nissan | Крис Анкер Соренсен      |

## Классификации
|    | Гонщик                    | Команда             | Время    |
| -- | ------------------------- | ------------------- | -------- |
| 1  | Брэдли Уиггинс (GBR)      | Sky Procycling      | 87:34:47 |
| 2  | Кристофер Фрум (GBR)      | Sky Procycling      | + 3:21   |
| 3  | Винченцо Нибали (ITA)     | Liquigas-Cannondale | + 6:19   |
| 4  | Юрген ван ден Брук (BEL)  | Lotto-Belisol       | + 10:15  |
| 5  | Тиджей Ван Гардерен (USA) | BMC Racing Team     | + 11:04  |
| 6  | Аймар Субельдия (ESP)     | RadioShack-Nissan   | + 15:41  |
| 7  | Кэдел Эванс (AUS)         | BMC Racing Team     | + 15:49  |
| 8  | Пьер Роллан (FRA)         | Team Europcar       | + 16:26  |
| 9  | Янец Брайкович (SLO)      | Astana Pro Team     | + 16:33  |
| 10 | Тибо Пино (FRA)           | FDJ-Big Mat         | + 17:17  |
| 11 | Андреас Клёден (GER)      | RadioShack-Nissan   | + 17:54  |
| 12 | Николас Роч (IRL)         | Ag2r–La Mondiale    | + 19:33  |
| 13 | Крис Хорнер (USA)         | RadioShack-Nissan   | + 19:55  |
| 14 | Крис Анкер Соренсен (DEN) | Saxo Bank           | + 25:27  |
| 15 | Денис Меньшов (RUS)       | Team Katusha        | + 27:22  |
| 16 | Максим Монфор (BEL)       | RadioShack-Nissan   | + 28:30  |
| 17 | Эгой Мартинес (ESP)       | Euskaltel-Euskadi   | + 31:46  |
| 18 | Руй Кошта (POR)           | Movistar Team       | + 37:03  |
| 19 | Эдуард Ворганов (RUS)     | Team Katusha        | + 38:16  |
| 20 | Алехандро Вальверде (ESP) | Movistar Team       | + 42:26  |

|   | Гонщик               | Команда             | Очки |
| - | -------------------- | ------------------- | ---- |
| 1 | Петер Саган (SVK)    | Liquigas-Cannondale | 421  |
| 2 | Андре Грайпель (GER) | Lotto-Belisol       | 280  |
| 3 | Мэтью Госс (AUS)     | Orica GreenEDGE     | 268  |
| 4 | Марк Кавендиш (GBR)  | Sky Procycling      | 220  |
| 5 | Эдвальд Хаген (NOR)  | Sky Procycling      | 160  |

|   | Гонщик                    | Команда         | Очки |
| - | ------------------------- | --------------- | ---- |
| 1 | Томас Фоклер (FRA)        | Team Europcar   | 135  |
| 2 | Фредрик Кесьякофф (SWE)   | Astana Pro Team | 123  |
| 3 | Крис Анкер Соренсен (DEN) | Saxo Bank       | 77   |
| 4 | Пьер Роллан (FRA)         | Team Europcar   | 63   |
| 5 | Алехандро Вальверде (ESP) | Movistar Team   | 51   |

|   | Гонщик                    | Команда                     | Время     |
| - | ------------------------- | --------------------------- | --------- |
| 1 | Тиджей Ван Гардерен (USA) | BMC Racing Team             | 87:45:51  |
| 2 | Тибо Пино (FRA)           | FDJ-Big Mat                 | + 06:13   |
| 3 | Стивен Круйсвийк (NED)    | Rabobank                    | + 1:05:48 |
| 4 | Рейн Таармае (EST)        | Cofidis, le Crédit en Ligne | + 1:16:48 |
| 5 | Горка Исагирре (ESP)      | Euskaltel-Euskadi           | + 1:21:15 |

|   | Команда             | Время     |
| - | ------------------- | --------- |
| 1 | RadioShack-Nissan   | 263:12:14 |
| 2 | Sky Procycling      | + 05:46   |
| 3 | BMC Racing Team     | + 36:29   |
| 4 | Astana Pro Team     | + 43:22   |
| 5 | Liquigas-Cannondale | + 1:04:55 |